# Kościół Zwiastowania Pańskiego w Żebbuġ
Kościół Zwiastowania Pańskiego (malt. Il-knisja tal-Lunzjata, ang. Annunciation Church), znany lokalnie jako il-Lunżjata – rzymskokatolicki kościół w Ħaż-Żebbuġ na Malcie.

## Historia
Kiedy papieski wysłannik Pietro Dusina wizytował Żebbuġ w dniu 5 lutego 1575, znalazł tam, oprócz kościoła parafialnego, dwadzieścia innych mniejszych świątyń. Większość z nich była opuszczona i w złym stanie, zostały więc przez niego zdekonsekrowane i zamknięte. Dziś pozostało około piętnastu, z tego dziesięć nosi Maryjne wezwania.
Data powstania kościoła Zwiastowania nie jest znana, zbudowany został przed 1575. Kiedy Pietro Dusina wizytował go, był tam główny ołtarz oraz kilka bocznych, kościół miał też drewniane drzwi. Ogólny stan budynku nie był dobry, skoro wizytator zabronił odprawiania w nim mszy świętych. Po tym prawdopodobnie stan został poprawiony, kolejne wizyty biskupów w 1588, 1594, 1598, 1608 oraz 1615 zostawiają opisy wyposażenia i, niestety, pogarszającego się stanu budynku.
Wreszcie w 1658 wizytujący kościół biskup Balaguer Caramasa zdecydował o zamknięciu kościoła, jednak zezwolił na jego późniejsze użytkowanie pod warunkiem naprawy wszelkich usterek i dalszą dobrą opiekę. Wizytujący w 1667 biskup Lucas Buenos zezwolił na jego otwarcie. Następna wizyta miała miejsce w 1679, kiedy biskup Molina stwierdził, że kościół ma dwóch opiekunów.
W 1696 stary kościół zburzono, na jego miejscu zbudowany został nowy. Jego fundatorem był ks. Ġulju Zammit, który pokrył wydatki pieniędzmi zostawionymi przez jego zmarłego wuja ks. Martinu Zammita. Wizyta biskupa Davide Cocco Palmieri w 1696 daje nam opis nowego kościoła: był on nieorientowany (z prezbiterium skierowanym na południe), miał dwoje bocznych drzwi, przykryty był kopułą ze szklaną latarnią na szczycie. Na fasadzie biskup notuje herb braci Zammit.

## Architektura

### Wygląd zewnętrzny
Budynek kościoła jest scentralizowany, postawiony na planie ośmiokąta. Każdy narożnik ozdobiony jest pilastrami, są one ustawione w wielkim porządku, ich wysokość przekracza dwie kondygnacje. Kapitele pilastrów są w porządku kompozytowym.
Fasada budynku prosta, z centralnie umieszczonymi głównymi drzwiami, otoczonymi prostokątną kamienną ramą. Nad drzwiami kwadratowe okno, połączone optycznie z wejściem poprzez wykute w kamieniu ozdobne zwoje, zwieńczone zaś prostym gzymsem. Ponad nim, gdzie poprzednio znajdował się herb braci Zammit, wykuty w kamieniu herb papieski. Na szczycie cały budynek otacza ząbkowany fryz z gzymsem. Fasadę wieńczy wymyślny fronton z kamiennym krzyżem na szczycie. Na obu narożnikach fasady znajdują się kamienne anioły, na wszystkich zaś - dekoracyjny żołądź w kształcie piramidy. Całość przykryta jest kopułą.
Nad bocznymi drzwiami, z których zachodnie są zamurowane, są również okna. Drzwi w bocznych elewacjach są bardziej zdobne niż frontowe - wieńczą je trójkątne naczółki, zaś okna nad nimi są w formie krzyża greckiego.
Do południowej ściany przylega zakrystia, ponad którą znajduje się niewielkie pomieszczenie z dwoma oknami, z osobnym wejściem od strony wschodniej. Nad tym góruje kwadratową wieża – dzwonnica o płaskim dachu. W tylnej ścianie zakrystii, od południa, metalowe drzwi prowadzące do pomieszczenia pod kościołem - być może krypty, lub tylko zwyczajnej piwnicy.
Na zewnętrznych ścianach kościoła znaleźć można pewną liczbę wydrapanych graffiti, przedstawiających różne typy statków. Są to prawdopodobnie formy ex-voto, wykonane przez ludzi morza. Mówi się, że w Żebbuġ, choć nieco oddalonym od morza, w 1687 mieszkało trzydziestu korsarzy. Chociaż graffiti zazwyczaj nie są wysokiej jakości artystycznej. nadal jednak mają swoje znaczenie i są uznawane za formę wyrazu artystycznego.

### Wnętrze
Wnętrze kościoła wykończone jest w stylu barokowym. Otacza go osiem pilastrów z ozdobnymi głowicami. W ołtarzu głównym, stojącym naprzeciw wejścia, znajduje się obraz tytularny „Zwiastowanie”, namalowany około 1690 przez Stefano Erardiego. Przypomina on inne dzieło tego artysty, namalowane w 1677 dla klasztoru Karmelitów w Mdinie. Obraz otoczony jest ozdobną kamienną ramą z fantazyjnymi elementami roślinnymi i putti. Skrzydła aniołów i inne elementy ramy pokryte są złotą farbą. Ponad wszystkim góruje obraz przedstawiający „Ojca Przedwiecznego”, wsparty na kartuszu z cytatem z Księgi Przysłów: GLORIA PRAECEDIT HUMILITAS oraz PROV XV (Prz 15,33).
Sam ołtarz, pokryty marmurem, utrzymany jest w stylu przedsoborowym. Przed nim drewniany ołtarz, bardziej odpowiedni do liturgii posoborowej. Po obu stronach ołtarza niewielkie wejścia, zwieńczone półkolistym naczółkiem segmentowym, prowadzące wąskim korytarzem do zakrystii. Nad lewymi drzwiami napis „Sliem Għalik Marija” (malt. Zdrowaś Maryja), nad prawymi - „Bil-Grazzja Mimlija” (Łaski pełna). Ponad nimi dwa kwadratowe obrazy, przedstawiające odpowiednio - św. Marcina z Tours, biskupa, oraz św. Juliusza I, papieża.
Nad wejściem znajduje się drewniana galeria dla chóru, schody na nią wiodące przecinają otwór okienny po lewej stronie wejścia, co pokazuje, że galeria nie została zaprojektowana razem z kościołem, lecz dobudowana później.
Oprócz ołtarza głównego, w kościele znajduje się również przepiękny ołtarz poświęcony Matce Bożej z Lourdes, którego początki sięgają roku 1876.
W kościele znajduje się kilka obrazów, które wyszły spod pędzla Stefano Erardiego. Są to, oprócz obrazu tytularnego i wspomnianych wcześniej obrazów nad drzwiami do zakrystii, obraz „Święty Jerzy” z ok. 1690, oraz „Święty Grzegorz Wielki”. Jest również kilka obrazów nieznanych autorów, a to „Święty Jerzy zabijający smoka”, „Zwiastowanie” (prawdopodobnie obraz tytularny ze starego kościoła) oraz wspomniany już „Ojciec Przedwieczny”. Dwa pierwsze są artystycznie dużo gorsze od dzieł Erardiego.

## Kościół dzisiaj
Jakkolwiek aktualnie nie są odprawiane regularnie msze święte, jednak wciąż wnętrze jest przystrajane na święto patronalne.

## Ochrona dziedzictwa kulturowego
Budynek kościoła umieszczony jest na liście National Inventory of the Cultural Property of the Maltese Islands pod nr. 2237.